# Branko Jorović
Branko Jorović (in serbo Бранко Јоровић?; Čačak, 27 novembre 1981) è un ex cestista e allenatore di pallacanestro serbo.

## Palmarès

### Giocatore
- Campionato bosniaco: 2

Igokea: 2013-14, 2014-15
- Coppa di Serbia e Montenegro: 1

FMP Železnik: 2005
- Coppa di Bosnia ed Erzegovina: 2

Igokea: 2013, 2015
- Lega Adriatica: 2

FMP Železnik: 2003-04, 2005-06